# Sterling Mk VII
Пістолет Стерлінг МК VII (англ. Sterling 9mm MK VII Pistol) — пістолет, створений на основі  пістолета-кулемета Стерлінг. Різниця між ними — у скороченому стволі (102 мм замість 198 мм) і відсутності прикладу. Мк VII стріляв патронами калібру 9 мм Парабелум, мав коробчатий магазин на 10 патронів, іноді застосовувався і з магазинами на 20 або 34 патрона. Автоматика пістолета працювала за рахунок використання енергії віддачі ствола зі зчепленим затвором. Приціли — квадратна мушка і цілик з діоптріями. 